# Teatro de la Maestranza

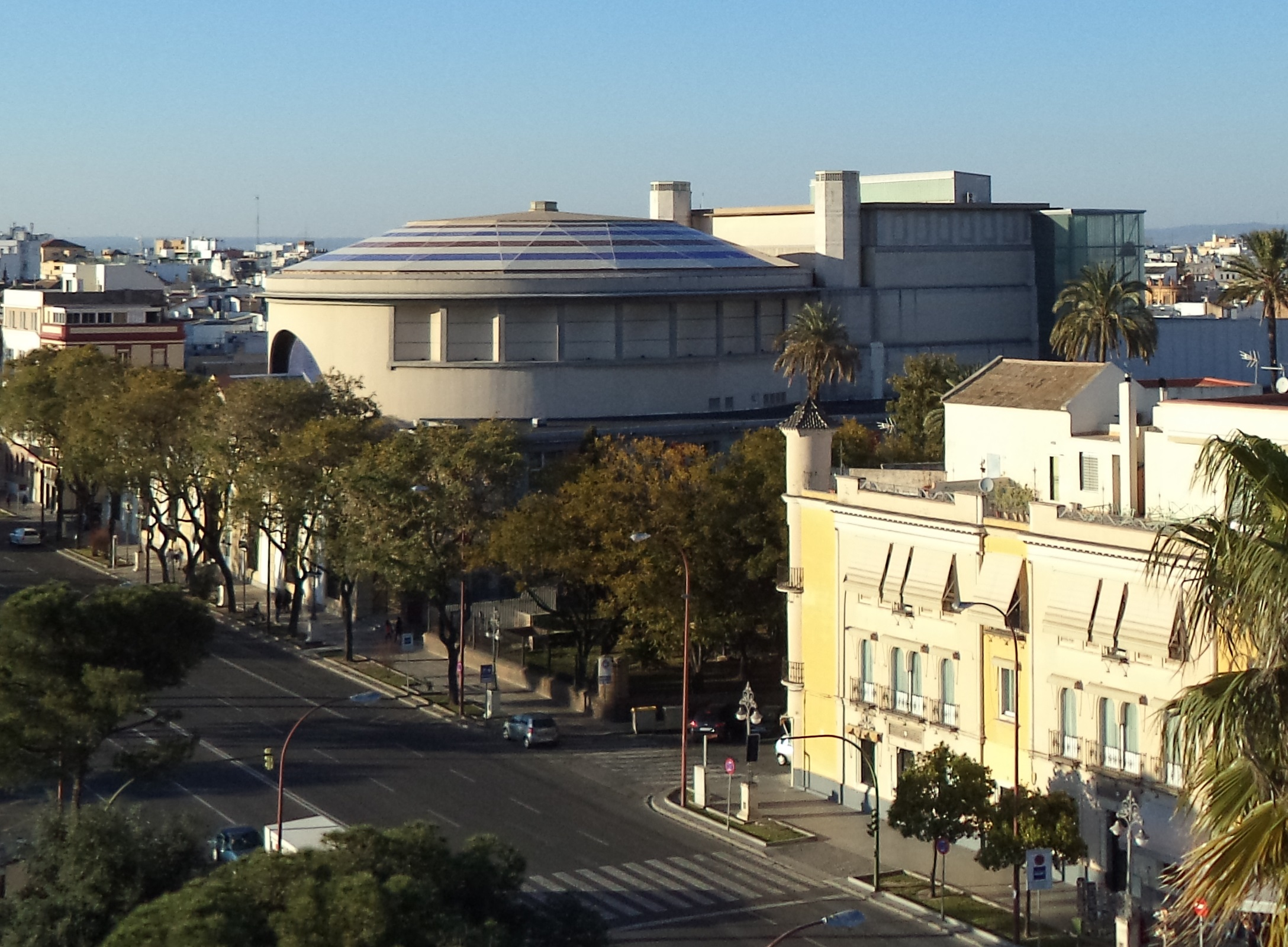
Das Teatro de la Maestranza von außen

Das Teatro de la Maestranza in Sevilla ist ein Werk der Architekten Aurelio del Pozo und Luis Marín. Es wurde 1991 eingeweiht. Es liegt an der Torre del Oro und an der Stierkampfarena Plaza de toros de la Real Maestranza de Caballería am Guadalquivir.

## Geschichte
Trotz der mehr als 150 Opern, die in der Stadt spielen, verfügte Sevilla nicht über Einrichtungen für große Inszenierungen. Am ehesten erfüllte das Teatro de San Fernando, das 1847 eröffnet und 1973 abgerissen wurde, die Anforderungen. Hunderte von Opern wurden dort aufgeführt und erlangten in den 1860er Jahren internationalen Ruhm.
1985 kaufte das Parlament der Provinz Sevilla unter dem Vorsitz von Ángel del Pino das Grundstück, auf dem sich die Maestranza de Artillería befand. Im Mittelalter hatten diese Gebäude als Werft gedient. Anschließend führte der Provinzialrat eine öffentliche Ausschreibung für den Bau eines multifunktionalen Auditoriums durch. Die Architekten Aurelio del Pozo und Luis Marín wurden 1987 mit der Ausführung beauftragt. Die Kosten für den Bau betrugen 1,6 Milliarden Peseten (9,6 Millionen Euro). Das Theater fasst 1.800 Personen. Die Arbeiten begannen am 10. Februar 1987. Das Provinzparlament, die Stadtverwaltung  und die Regierung der autonomen Region Andalusien finanzierten den Bau. Die alten Gebäude der Maestranza blieben hinten auf dem Gelände erhalten.
Das Theater wurde 1991 von der Königin Sofía eingeweiht. Seitdem traten dort berühmte Persönlichkeiten der Musik auf, beispielsweise Montserrat Caballé, Plácido Domingo, Alfredo Kraus und Luciano Pavarotti. Am 5. Dezember 1991 wurde an der Hauptfassade die Bronzestatue von Wolfgang Amadeus Mozart eingeweiht, die Ronaldo Campos geschaffen hatte.
Seit 1993 wird im Teatro del la Maestranza die Semana Santa feierlich ausgerufen. Seit 2003 werden hier jährlich im Februar die Medaillen von Andalusien und die Ehrungen als Hijo Predilecto de Andalucía verliehen.

## Gebäude

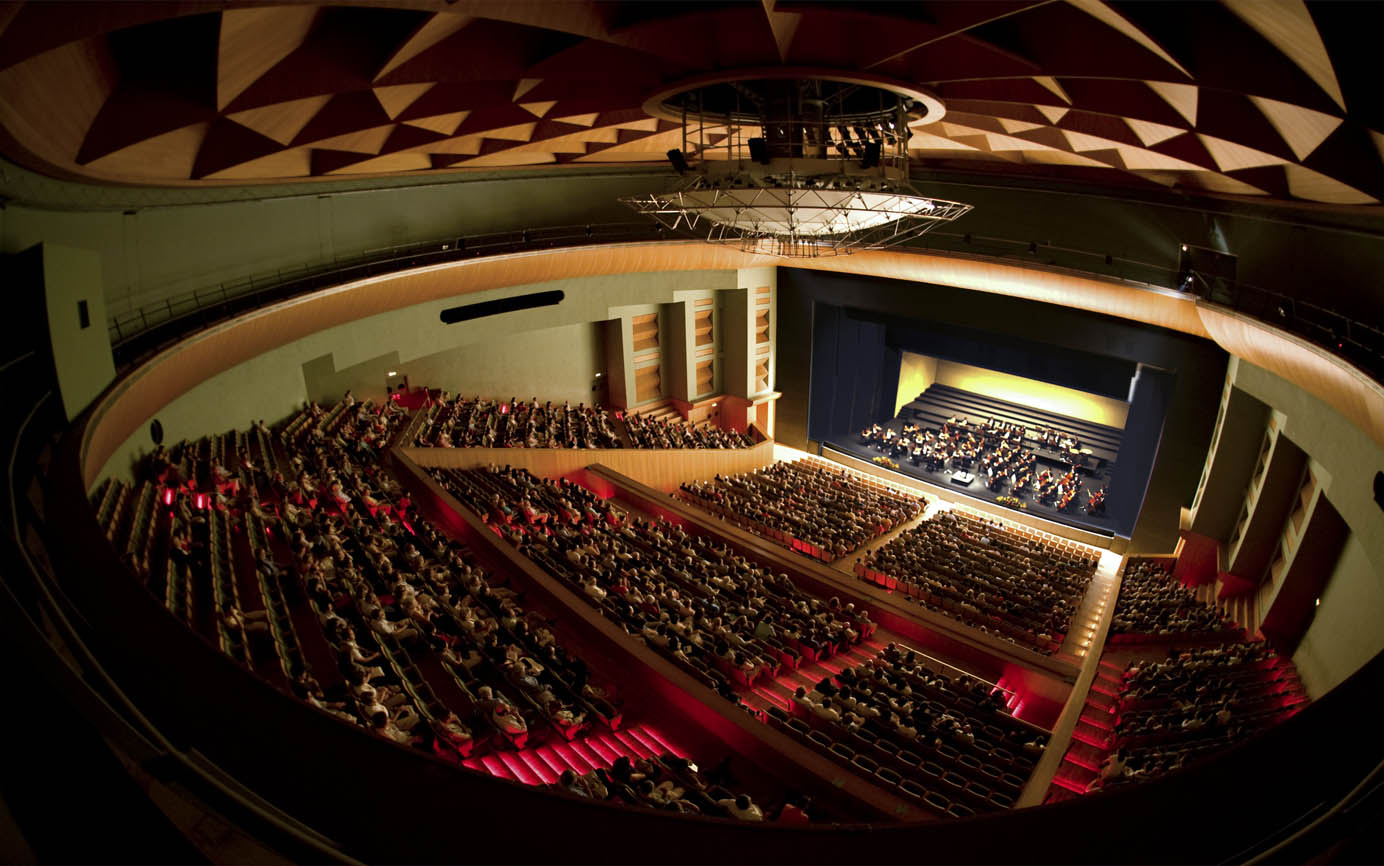
Konzert im Teatro de la Maestranza

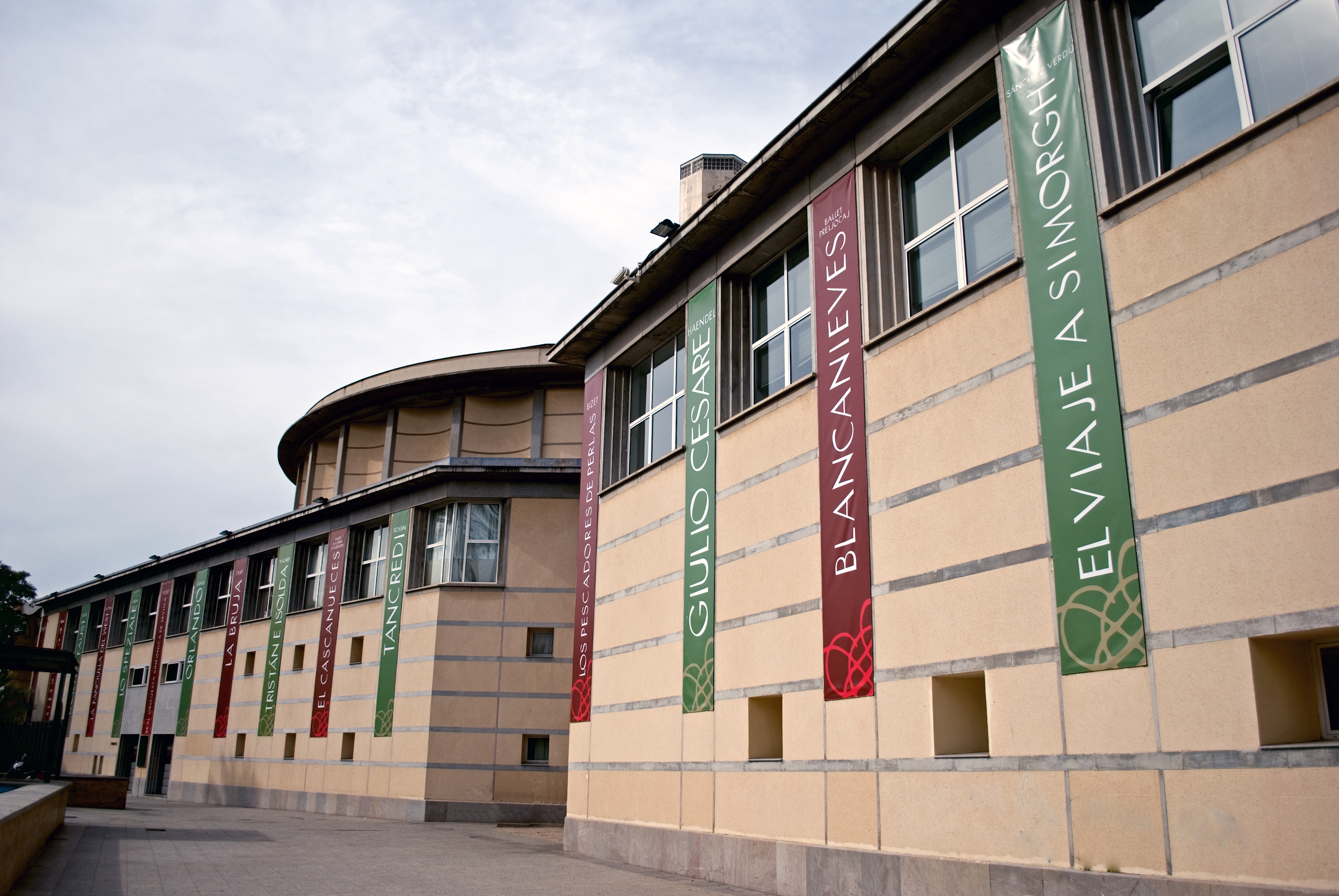
Seitenfront des Theaters

Die Haupthalle hat eine zylindrische Form mit einer Kuppel von 47,20 m und einer Bühnenöffnung von 18,9 m × 9,5 m. Der Zuschauerraum ist in Parkett, zwei Terrassen, einem Balkon und den obersten Rang, das sogenannte Paraíso, unterteilt. 2007 wurde die Bühne von 800 m² auf 1600 m² verdoppelt. Dies wurde durch einen rückwärtigen Anbau erreicht. Der Umbau kostete 10,3 Millionen Euro.
Dank seiner variablen Akustik ist der Bau für viele musikalische Veranstaltungen geeignet, von Oper über klassische Konzerte und Solokonzerte bis hin zu Flamenco und Zarzuelas.
Neben dem großen Saal enthält der Bau Räume für experimentelles Theater, Ausstellungen, Konferenzen und ein Zentrum für Kulturforschung. In der Sala Manuel García werden Opern in kleinerem Rahmen aufgeführt.
Das Theatro de la Maestranza ist Sitz des Königlichen Symphonieorchesters von Sevilla. Es begleitet die Opernaufführungen und führt regelmäßig Konzertreihen auf. Bei der Erweiterung 2007 bekam es einen eigenen Probensaal.